# Family Viewing
Family Viewing es una película dramática canadiense de 1987 dirigida por Atom Egoyan.

## Trama
El padre de Van (Tierney), Stan (Hemblen), es un aficionado al vídeo, siempre grabando escenas del día a día de su familia. Sin embargo, no se encarga de la abuela de Van, Armen (Keklikian). Aunque podría permitirse tenerla en casa, la abuela pasa sus días viendo la televisión en un asilo. 
Van la visita a menudo en el asilo, allí conoce a Aline (Khanjian), que ocupa la cama de al lado de su abuela, Van, que perdió a su madre, busca recuperar una vida familiar normal y, deseoso de sacar a su abuela del asilo, va a contar con la ayuda de Aline en su empeño.

## Reparto
| Actor               | Personaje |
| ------------------- | --------- |
| David Hemblen       |           |
| Aidan Tierney       |           |
| Gabrielle Rose      |           |
| Arsinée Khanjian    |           |
| Selma Keklikian     |           |
| Jeanne Sabourin     |           |
| Rose Sarkisyan      |           |
| Vasag Baghboudarian |           |
| David MacKay        |           |
| Hrant Alianak       |           |
| John Shafer         |           |
| Garfield Andrews    |           |
| Edwin Stephenson    |           |
| Aino Pirskanen      |           |
| Souren Chekijian    |           |
| Johnnie Eisen       |           |
| John Pellatt        |           |

## Premios y nominaciones
- 1987
  - Festival Internacional de Cine de Toronto Mejor Película Canadiense - Ganador
- 1988
  - Premio Genie Mejor Director - Atom Egoyan - Nominado.
  - Premio Genie Mejor Edición- Atom Egoyan, Bruce MacDonald - Nominados.
  - Premio Genie Mejor Película - Atom Egoyan - Nominado.
  - Premio Genie Mejor Banda Sonora - Mychael Danna - Nominado.
  - Premio Genie Mejor Actor - David Hemblen - Nominado.
  - Premio Genie Mejor Actor Secundario- Hrant Alianak - Nominado.
  - Premio Genie Mejor Actriz - Gabrielle Rose - Nominada.
  - Premio Genie Mejor Guion - Atom Egoyan - Nominado.